# Erich Fritz Reuter
Erich „Fritz“ Reuter, eigentlich Erich Karl Reuter (* 2. September 1911 in Berlin; † 16. September 1997 in Stolpe), war ein deutscher Bildhauer, Künstler und Kunstprofessor.

## Leben
Erich Reuter wuchs in ärmlichen Verhältnissen in Berlin-Charlottenburg auf und besuchte das Köllnische Gymnasium in Berlin-Mitte. 1926 verließ Reuter das Gymnasium und begann eine Steinmetzlehre. Nebenher besuchte er die Kunstgewerbeschule in Berlin-Charlottenburg. 1934 begann er ein Studium an der Hochschule für Bildende Künste in Berlin, das er 1940 abschloss. Seine Militärzeit wurde 1942 durch eine künstlerische Weiterbildung bei Professor Cambini unterbrochen. 1945 kehrte er aus der Kriegsgefangenschaft zurück und eröffnete ein Atelier in Dresden. 1948 war er mit auf der „Ausstellung Dresdner Künstler“ im Museum der bildenden Künste Leipzig vertreten. 1949 kehrte er nach Berlin zurück. 1952 wurde er zum ordentlichen Professor am Lehrstuhl für Plastisches Gestalten der Technischen Universität Berlin berufen. Von 1966 bis 1968 hatte er eine Gastprofessur an der Technischen Universität Istanbul inne. 1978 wurde er emeritiert.
Erich Fritz Reuter war Mitglied im Deutschen Künstlerbund.

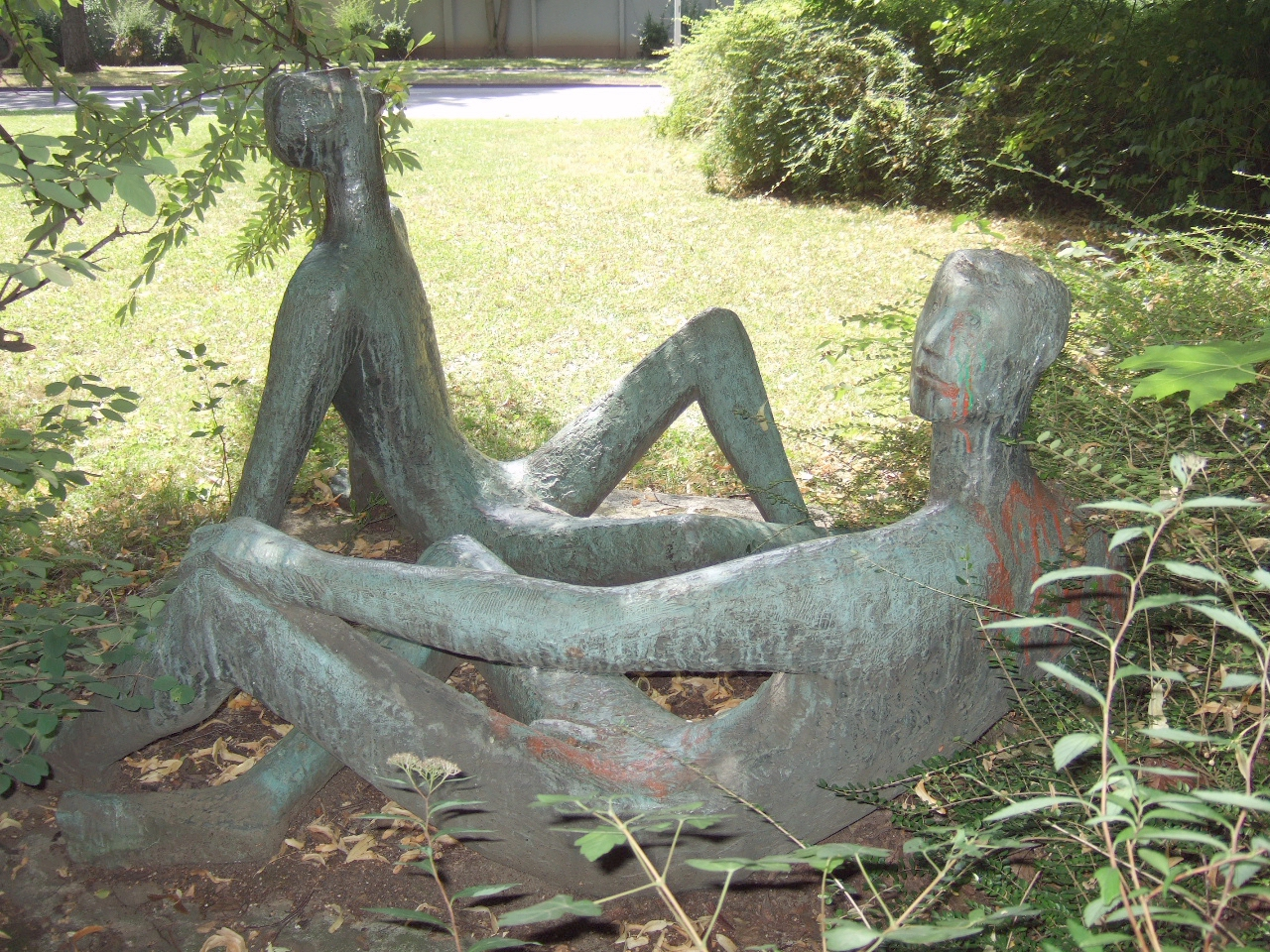
Liegende Jünglinge (1955) in Bonn-Tannenbusch

## Preise
- 1952: Erster Preis zum Entwurf eines Denkmals der Opfer der Luftbrücke
- 1953: Erster Preis des Verbandes der deutschen Kunstkritiker
- 1956: Erster Preis zur Neugestaltung der Neuen Brücke in Bad Kreuznach, Zweiter Preis beim Wettbewerb „Kunst in der Olympiade“
- 1957: Erster Preis für den Entwurf und Ausführung des Glockenspiels am Rathaus der Stadt Wolfsburg
- 1959: Erster Preis für ein Denkmal für Conrad Röntgen, Gießen
- 1960: Erster Preis zum Entwurf für die Deutsche Botschaft in Rio de Janeiro
- 1961: Erster Preis im internationalen Wettbewerb für eine Platzgestaltung mit Denkmal in der Stadt Wolfsburg